# カイル・ボークト
カイル・ボークト（Kyle Vogt）は、アメリカ合衆国の実業家。Justin.tv共同創業者、GMクルーズの創業者で元CEO。

## 来歴
カンザス州ジョンソン郡で育つ。オレイサ学区とショーニー・ミッション学区の公立学校に通っていた。2004年にショーニー・ミッション・ノースウェスト高校卒業後はマサチューセッツ工科大学に進学し、電気工学とコンピュータサイエンスを学んだ。MIT在学中の2004年にDARPAグランド・チャレンジに参加していた。
10代の頃から自動運転の概念に夢中になる。
2007年にジャスティン・カン、エメット・シア、マイケル・セイベルらと共にライブストリーミング配信サイト・Justin.tvを設立。
2013年10月、自動運転システムを手掛ける企業としてクルーズ・オートメーション（現：GMクルーズ）を設立。2016年3月にクルーズをゼネラルモーターズに対して約10億ドルで売却した。当初は同社の社長兼CTOだったが、2021年12月に前任CEOのダン・アマンが退任したことに伴い、ボークトが同社の暫定CEOとなり、社長兼CTOの肩書きを維持した。2022年2月に正式にCEOに就任した。しかし、カリフォルニア州でクルーズの無人タクシーによる人身事故が相次ぎ、同州内で同社車の運行許可が取り消されたことがあり、2023年11月にCEOを辞任したことを発表した。